# Ischnocoelia elongata
Ischnocoelia elongata är en stekelart som först beskrevs av Henri Saussure 1856.  Ischnocoelia elongata ingår i släktet Ischnocoelia och familjen Eumenidae. Inga underarter finns listade i Catalogue of Life.